# Renault (equipo ciclista)
El equipo Renault fue un equipo ciclista francés que compitió profesionalmente entre el 1978 y 1985. El patrocinador principal fue la empresa automovilística Renault.

## Historia
Nació como heredero del antiguo Gitane-Campagnolo después de la adquisición por parte de Renault de la fábrica de bicicletas Gitane. 
Tiene un gran palmarés, especialmente en el Tour de Francia en el que consiguió seis triunfos finales en ocho años de existencia. Fue el equipo de referencia de Bernard Hinault, pero también otros grandes ciclistas como Laurent Fignon, Greg LeMond, Marc Madiot o Charly Mottet.
El equipo desapareció a finales de 1985 con el abandono de Renault del patrocinio. El año siguiente, Cyrille Guimard creó el Système U.

## Principales resultados
- Giro de Lombardía: Bernard Hinault (1979)
- Flecha Valona: Bernard Hinault (1979, 1983)
- Lieja-Bastoña-Lieja: Bernard Hinault (1980)
- París-Roubaix: Bernard Hinault (1981), Marc Madiot (1985)
- Amstel Gold Race: Bernard Hinault (1981)

### En grandes vueltas
- Vuelta a España
  - 2 participaciones ((1978, 1983)
  - 12 victorias de etapa:
    - 7 en 1978: Bernard Hinault (5), Willy Teirlinck (2)
    - 5 en 1983: Dominique Gaigne, Laurent Fignon, Pascal Poisson, Bernard Hinault (2)

  - 2 victorias final: Bernard Hinault (1978, 1983)

- Tour de Francia
  - 8 participaciones (1978, 1979, 1980, 1981, 1982, 1983, 1984, 1985)
  - 36 victorias de etapa:
    - 3 en 1978: Bernard Hinault (3)
    - 8 en 1979: Bernard Hinault (7), Pierre-Raymond Villemiane
    - 3 en 1980: Bernard Hinault (3)
    - 5 en 1981: Bernard Hinault (5)
    - 4 en 1982: Bernard Hinault (4)
    - 3 en 1983: Dominique Gaigne, Philippe Chevallier, Laurent Fignon
    - 10 en 1984: CRE, Marc Madiot, Laurent Fignon (5), Pascal Jules, Pascal Poisson, Pierre-Henri Menthéour

  - 6 victorias final: Bernard Hinault (1978, 1979, 1981, 1982), Laurent Fignon (1983, 1984)
  - 10 clasificaciones secundarias:
    - Clasificación de los esprints intermedios: Jacques Bossis (1978)
    - Clasificación por puntos: Bernard Hinault (1979)
    - Clasificación de los jóvenes: Jean-René Bernaudeau (1979), Laurent Fignon (1983), Greg LeMond (1984)
    - Premio de la combatividad: Bernard Hinault (1981)
    - Clasificación de la combinada: Bernard Hinault (1981, 1982)
    - Clasificación por equipos: (1979, 1984)

- Giro de Italia
  - 3 participaciones (1980, 1982, 1984)
  - 12 victorias de etapa:
    - 3 en 1980: Yvon Bertin,Bernard Hinault, Jean-René Bernaudeau
    - 6 en 1982: CRE, Bernard Hinault (4), Bernard Becaas
    - 3 en 1984: CRE, Martial Gayant, Laurent Fignon

  - 2 victorias final: Bernard Hinault (1980, 1982)
  - 3 clasificaciones secundarias:
    - Gran Premio de la montaña: Laurent Fignon (1984)
    - Clasificación de los jóvenes: Charly Mottet (1984)
    - Clasificación por equipos: (1984)